# Rhaphium patellitarse
Rhaphium patellitarse är en tvåvingeart som först beskrevs av Becker 1900.  Rhaphium patellitarse ingår i släktet Rhaphium och familjen styltflugor. Inga underarter finns listade i Catalogue of Life.